# Mus neavei
Mus neavei (Миша Ніва) — вид роду мишей (Mus).

## Поширення
Країни поширення: ПАР, Замбія.

## Екологія
Мешкає в савановому середовищі проживання, також на скелястих гірських луках у провінції Лімпопо.